# Ratna sjekira
Ratna sjekira ili bojna sjekira je sjekira koja je napravljena tako da se koristi kao oružje. Može biti jednoručna ili dvoručna, jednosjekla ili dvosjekla. Često je kombinirana sa šiljkom i bojnim čekićem, a ponekad i kukom koja je služila za svlačenje protivnika s konja. Postoje i male sjekire namijenjene za bacanje. Ponekad se za borbu koristila i obična sjekira. Daljnim razvojem ratne sjekira nastao je helebarda.